# بارنویل-کارتوره
بارنویل-کارتوره (به فرانسوی: Barneville-Carteret) یک کمون (فرانسه) در فرانسه است که در canton of Barneville-Carteret واقع شده‌است. بارنویل-کارتوره ۱۰٫۲۹ کیلومتر مربع مساحت دارد ۴۷ متر بالاتر از سطح دریا واقع شده‌است.

## خواهرخوانده
شهر سن لارنس، جرسی خواهرخواندهٔ بارنویل-کارتوره هست.